# Superman contre Brainiac
Pour plus de détails, voir Fiche technique et Distribution.
Superman contre Brainiac (Superman: Unbound) est un film d'animation américain réalisé par James Tucker, sorti directement en vidéo en 2013, 17e film de la collection DC Universe Animated Original Movies.
Le film est une adaptation de l'arc narratif Superman: Brainiac (en) écrit par Geoff Johns, dessiné par Gary Frank et publié par DC Comics en 2008.

## Synopsis
Superman, le héros de Metropolis, doit affronter un cyborg organique assoiffé de pouvoir : Brainiac. En effet, ce dernier absorbe l'intelligence et la connaissance d'un peuple avant d'en exterminer la civilisation, en prenant soin de garder un échantillon d'une ville et ses habitants comme trophée. Avec l'aide de Supergirl, Superman va tout tenter pour vaincre Brainiac et l’empêcher de détruire la Terre.

## Fiche technique
- Titre original : Superman: Unbound
- Titre français : Superman contre Brainiac
- Réalisation : James Tucker
- Scénario : Bob Goodman, d'après les comics de Geoff Johns et Gary Frank, et les personnages de DC Comics
- Musique : Kevin Kliesch
- Direction artistique du doublage original : Andrea Romano
- Son : Robert Hargreaves, John Hegedes, Mark Keatts
- Montage : Christopher D. Lozinski
- Animation : Moi Animation Studios
- Coproduction : Alan Burnett
- Production déléguée : Sam Register
- Production exécutive : Toshiyuki Hiruma
- Supervision de la production : James Tucker
- Sociétés de production : Warner Bros. Animation et DC Entertainment
- Société de distribution : Warner Premiere
- Pays d'origine :  États-Unis
- Langue originale : anglais
- Format : couleur — 35 mm — 1.75:1 — son Dolby numérique
- Genre : animation, super-héros
- Durée : 75 minutes
- Dates de sortie :
  - États-Unis : 7 mai 2013
  - France : 5 juin 2013[1]
- Classification : PG-13 (interdit -13 ans) aux États-Unis

 Sauf indication contraire, les informations mentionnées dans cette section peuvent être confirmées par la base de données cinématographiques IMDb,  présente dans la section « Liens externes ».

## Distribution

### Voix originales
- Matt Bomer : Superman / Clark Kent
- Stana Katic : Lois Lane
- Molly Quinn : Supergirl / Kara Zor-El
- John Noble : Brainiac
- Frances Conroy : Martha Kent
- Diedrich Bader : Steve Lombard
- Melissa Disney : Thara
- Wade Williams : Perry White
- Alexander Gould :  Jimmy Olsen
- Stephen Root : Zor-El
- Sirena Irwin : Alura
- Jason Beghe : Chef terroriste
- Michael-Leon Wooley : Ron Troupe

### Voix françaises
- Emmanuel Jacomy : Superman / Clark Kent
- Véronique Augereau : Lois Lane
- Karine Foviau : Supergirl / Kara Zor-El
- Bernard Métraux : Brainiac
- Isabelle Leprince : Martha Kent, Alura
- Michel Vigné : Steve Lombard, Père de Thara, Chef terroriste
- Kelvine Dumour : Thara
- Thierry Murzeau : Perry White, Dan Turpin
- Yoann Sover :  Jimmy Olsen
- Jean-Claude Donda : Zor-El
- Marc Perez : Ron Troupe, Ordinateur de Brainiac

Société de doublage VF : Dubbing Brothers, adaptation VF : Michel Berdah, direction artistique VF : Céline Krief
 Source : voix originales et françaises sur Latourdesheros.com.